# Karlingerkees
Karlingerkees är en glaciär i Österrike.   Den ligger i förbundslandet Salzburg, i den centrala delen av landet, 300 km väster om huvudstaden Wien. Karlingerkees ligger 2 717 meter över havet.
Terrängen runt Karlingerkees är bergig. Närmaste större samhälle är Matrei in Osttirol, 18,6 km sydväst om Karlingerkees. 
Trakten runt Karlingerkees består i huvudsak av gräsmarker. Runt Karlingerkees är det ganska glesbefolkat, med 29 invånare per kvadratkilometer.